# Panysinus
Panysinus là một chi nhện trong họ Salticidae.